# هافمن ۱۶۶۲
سیارک ۱۶۶۲ (به انگلیسی: 1662 Hoffmann، نامگذاری:A923RB) هزار و ششصد و شصت و دومین سیارک کشف شده‌است که در ۱۱ سپتامبر ۱۹۲۳ و در هایدلبرگ کشف شد.
قدر مطلق سیارک برابر ۱۱٫۳۰ است.